# Yasser Abu Shabab
Yasser Abou Shebab, né le 19 décembre 1993 à Rafah, est le chef de la milice « Forces populaires », une organisation criminelle palestinienne impliquée dans le détournement de l'aide humanitaire dans la bande de Gaza et soutenue par Israël. Les critiques l'ont surnommé le "Pablo Escobar de Gaza.",

## Biographie
Yasser Abou Shebab est issu du clan des Abou Shebab de la tribu des Tarabin, une grande famille bédouine de Rafah, aussi présente dans le Néguev et dans le Sinaï,. Emprisonné à plusieurs reprises pour des infractions pénales, notamment le trafic de drogue, il est libéré au début de la guerre de Gaza lorsque les prisons ont commencé à être bombardées par l'armée israélienne.
Un responsable de la sécurité israélienne a déclaré au journal israélien Yedioth Ahronoth que les activités principales du gang étaient « la contrebande, la prostitution et l'extorsion ». Selon Samuel Forey, journaliste au Monde : « Il est réputé être un criminel de modeste envergure et un trafiquant de drogue ».
Il se fait connaitre comme le chef d’un important gang impliqué dans des attaques armées sur des convois d’aide humanitaire survenues entre octobre 2024 et janvier 2025. Il arrive que des chauffeurs soient tués dans ces attaques, et les cargaisons volées sont ensuite vendues sur le marché noir. Le gang compterait entre 100 et 200 membres en 2025 et bénéficie de la protection de l'armée israélienne. Il opère depuis des zones de Rafah contrôlées par l'armée israélienne et interdites à la population palestinienne. Il arrive aussi que l'armée israélienne ouvre le feu sur les escorteurs civils non armés accompagnant les convois ou les policiers palestiniens, facilitant ainsi les activités du gang. 
Le Hamas crée en novembre 2024 une force appelée « Flèche » pour combattre les pilleurs mais elle ne peut pas intervenir dans les zones occupées par Tsahal. Yasser Abou Shebab survit en novembre 2024 à une attaque du Hamas dans laquelle son frère et neuf autres membres de son groupe sont tués. La famille de Yasser Abou Shebab prend officiellement ses distances avec lui dans un communiqué.
En mai 2025 le gang se fait appeler « Forces populaires » ou « Service antiterroriste » et prétend sécuriser les convois d'aide humanitaire et combattre le terrorisme,. Yasser Abu Shebab se réclame alors de l'Autorité palestinienne. Cette dernière dément tout lien avec ce groupe.
L'historien Jean-Pierre Filiu remarque que ce « gang opère sous les yeux de l’armée israélienne, peu après le passage de Kerem Shalom, et il est doté d'armes flambant neuves, un indice irréfutable de sa collaboration avec les occupants »,. 
Le 5 juin 2025, l'opération secrète d'armement de la milice de Yasser Abou Shebab, selon les instructions du Premier ministre d'Israël Benyamin Netanyahou, est dévoilée par l'ex-ministre israélien Avigdor Lieberman. Lieberman reprend les accusations de l'ONU et accuse alors le gouvernement israélien de transférer des armes « à des groupes de voyous et de criminels qui s’identifient à l'Etat islamique »,. Cependant, l'accusation d'affiliation d'Abou Shebab à l’État islamique n'est pas prouvée selon le journal Le Monde, même si « comme au nord-Sinaï, il y a une intersection entre les liens claniques, les réseaux criminels et les groupes djihadistes », analyse l’European council for foreign relations. Netanyahou reconnaît, « sur les conseils des responsables de la sécurité », avoir « dirigé des clans à Gaza qui s’opposent au Hamas », mais il ne fait pas mention de livraison d'armes,. Yasser Abou Shebab nie quant à lui avoir reçu des armes d'Israël. 